# Hesperantha longicollis
Hesperantha longicollis är en irisväxtart som beskrevs av John Gilbert Baker. Hesperantha longicollis ingår i släktet Hesperantha och familjen irisväxter. Inga underarter finns listade i Catalogue of Life.